# العدن (الوزيرة)

تعديل مصدري - تعديل

العدن محلة تابعة لقرية الشطيط، التابعة لعزلة الوزيرة بمديرية فرع العدين إحدى مديريات محافظة إب في الجمهورية اليمنية، بلغ تعداد سكانها 161 حسب تعداد اليمن لعام 2004.